# Kiwitea Street
El Kiwitea Street, también conocido como Freyberg Field, es un Estadio multiusos destinado principalmente al fútbol localizado en el barrio de Sandringham, en la ciudad de Auckland, Nueva Zelanda. Posee una capacidad para 3500 espectadores (250 bajo techo) y es el recinto que utilizan el Auckland City Football Club, una de las franquicias de la National League, el Central United y las categorías femeninas e inferiores de ambos clubes.
El estadio lleva el apodo Freyberg Field en referencia al parque que ocupa el actual estadio. El parque homenajea al barón Bernard Freyberg.

## Historia
Inicialmente, el Central United jugaba sus partidos como local en el parque Auckland Domain o en el Oakley Ground del barrio de Waterview. El traslado a una estadio permanente se produjo en 1965, cuando el parque Freyberg Field, situado en la calle Kiwitea (en los límites de los barrios de Sandringham y Mount Albert) se adaptó como campo de fútbol, a pesar de tener tan solo cuarenta y cinco metros de ancho.
Durante el siguiente cuarto de siglo, el Central amplió el ancho del campo en tres ocasiones con fondos propios donados por los socios. La última ampliación fue a finales de los años ochenta. Tras adquirir las propiedades colindantes, se erigió un enorme muro de contención de madera y se retiraron 5000 metros cúbicos de tierra.
Sin embargo el estadio fue deteriorándose progresivamente, y para 1992 sólo se pudieron jugar seis partidos del primer equipo debido a su mal estado.
Tras consultas con el Ayuntamiento de Auckland y el Instituto de Cultura del Césped de Nueva Zelanda, se implementó un plan para desarrollar un estadio de fútbol adaptado a todo tipo de clima, con alfombra de arena, similar a Eden Park y al MCG. Esta rehabilitación se llevó a cabo durante un período de tres años. El resultado final llegó en 1995.
Además de estas extensas obras, el Central también ha llevado a cabo otras importantes reformas como:
1. La construcción de una tribuna cubierta en 2004.
2. Ampliaciones en los salones para incorporar una nueva sala de juntas, una oficina administrativa, una sala corporativa y una consulta médica y de fisioterapia (2004-2007).
3. Nuevas tareas de corte y colocación de alfombras de arena, y repavimentación completa en 2007.
Desde su última remodelación en 2007, fue sede de la final de la Copa Chatham 2007, en la que el Central United venció al Western Suburbs por penaltis y del Campeonato Sub-20 de la OFC 2011, del cual resultó ganador Nueva Zelanda.
La grada este lleva el nombre de "David Vlatkovich" en honor a este jugador del Central United.